# Erken mij
Erken mij is een Nederlandstalige thriller van schrijfster Esther Verhoef, dat in 2009 door de Stichting Collectieve Propaganda van het Nederlandse Boek werd uitgegeven ter gelegenheid van Juni - Maand van het Spannende Boek

## Inhoud
Het verhaal gaat over Daphne, een 28-jarige vrouw die samen met haar psychiater een weekend naar Parijs gaat, nadat ze uitbehandeld is. Dat weekend blijkt echter dat ze helemaal nog niet zo uitbehandeld is als ze wel had gedacht, maar ze vindt hier wel sleutel tot haar genezing.